# Кухня (помещение)

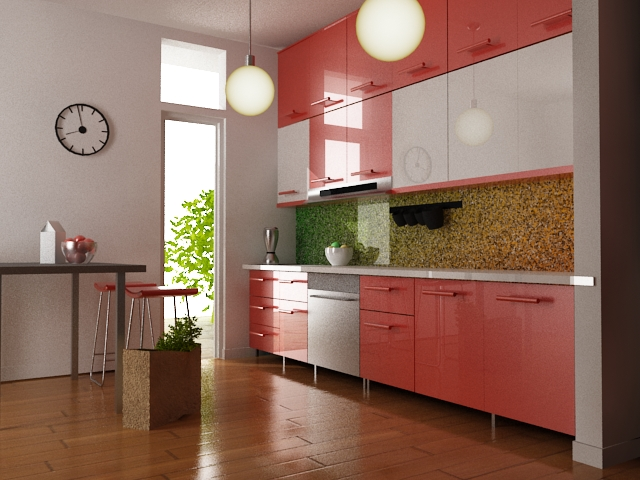
Современное, оборудованное мебелью помещение кухни

Ку́хня (от нем. Küche) — помещение для приготовления пищи. Кухня в современных жилищах не может быть менее 8 м² и может совмещаться со столовой. 
Согласно правилам проектирования, кухни могут быть обустроены как:
- кухня-ниша, площадью не менее 5 м²,
- кухня-столовая — не менее 6 м².

В помещении, которое называется кухней, обычно есть места для хранения продуктов и кухонных принадлежностей (шкафы), для хранения продуктов при пониженной температуре — холодильника, а также мест для первичной и последующих обработок (мойка, разделочные столы) и термообработки продуктов (кухонная плита, духовка, СВЧ-печь), мест для размещения готовых блюд и их употребления. 
Кухня считается летней, если она используется только в тёплое время года, и общей, если она используется многими семьями (жителями) в коммунальных квартирах, общежитиях и тому подобное.

## Происхождение слова
Слово «кухня» восходит к немецкому слову Küche, вошедшему в русский язык в Петровскую эпоху. В письменных источниках употребляется с 1717 года. До этого использовались слова «поварня», «пова́ренка», «стряпная», «приспешная», или «стряпущая изба». 

## Стряпущая изба

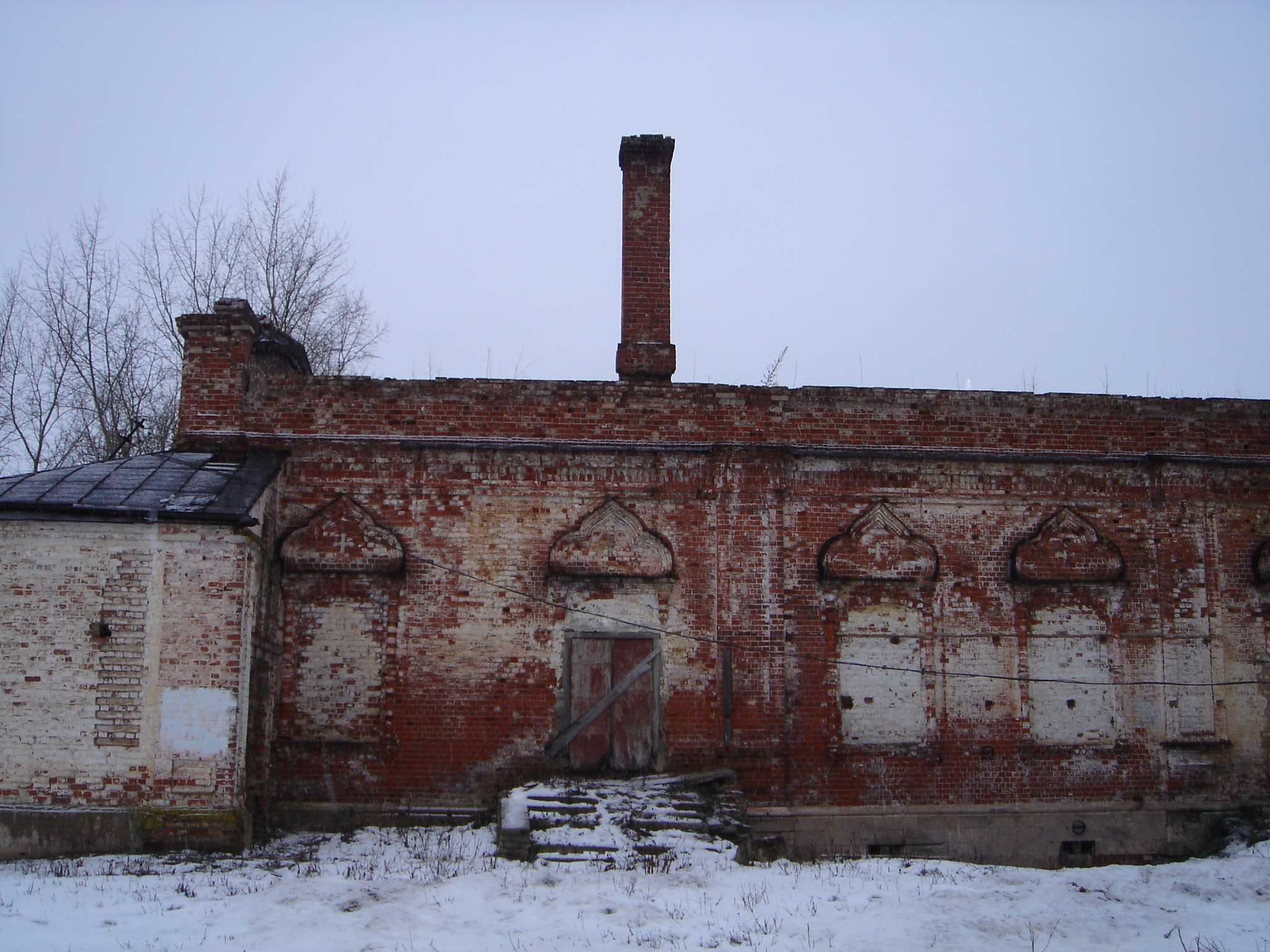
Монастырская поварня в Суздале

Поварня могла размещаться в подклете жилого дома или в отдельно стоящем здании. Стряпущие избы могли быть каменные или деревянные. В стряпущей избе ставили русскую печь или устраивали открытый очаг. Поварня, в которой варилось пиво, называлась пивоварня. Хлебня — стряпущая изба, в которой пекли хлеб.
В поварне хранилась посуда, медные или железные котлы. В больших усадьбах пища готовилась на большое количество людей. Котлы могли быть семиведёрные, четырёхведёрные, в одно ведро, половину ведра. Они назывались поваренными или естовыми котлами. Пивные или винные котлы могли достигать размера 50 вёдер. Для приготовления небольшого количества еды использовались горшки.
Традиционно использовались сковороды медные, железные, с ручками и без. Тесто месили в корытах или чанах. Посуда хранилась на полках или в отдельных чуланах. Вся посуда называлась судками.
Из поварни в столовую палату жидкую пищу носили в кастрюлях, рассольниках и оловянниках с крышками. Твёрдую пищу носили на блюдах. У богатых людей блюда серебряные, у небогатых оловянные и деревянные. Блюда разных размеров и форм (блюдо гусиное, блюдо лебяжье и т. д.). Из поварни пищу носили на одних блюдах, на стол подавали в других блюдах. Блюдце — блюдо, с которого могли есть несколько человек. Овощи носили в блюдах овощниках. К большим блюдам прикрепляли два или четыре кольца. Такое блюдо могли носить несколько человек. Тарелки назывались торелями и использовались достаточно редко.
Напитки приносили в ендовах. Ендовы размером до шести вёдер. Мушорма — сосуд, похожий на ендову, с рукоятками и носком. На стол также ставили и вёдра с напитками.

## Требования к воздухообмену
Расчетные параметры воздуха и кратность воздухообмена в кухонных помещениях жилых зданий (расчетная температура воздуха в холодный период года: 18 °С)
| Помещение                           | Помещение                                          | Помещение        | Количество удаляемого воздуха из помещения, не менее м³/ч |
| ----------------------------------- | -------------------------------------------------- | ---------------- | --------------------------------------------------------- |
| Кухня квартиры и общежития, кубовая | с электроплитами                                   | с электроплитами | 60                                                        |
| Кухня квартиры и общежития, кубовая | с газовыми плитами, при количестве конфорок у плит | 2                | 60                                                        |
| Кухня квартиры и общежития, кубовая | с газовыми плитами, при количестве конфорок у плит | 3                | 75                                                        |
| Кухня квартиры и общежития, кубовая | с газовыми плитами, при количестве конфорок у плит | 4                | 90                                                        |

## Планирование пространства кухни

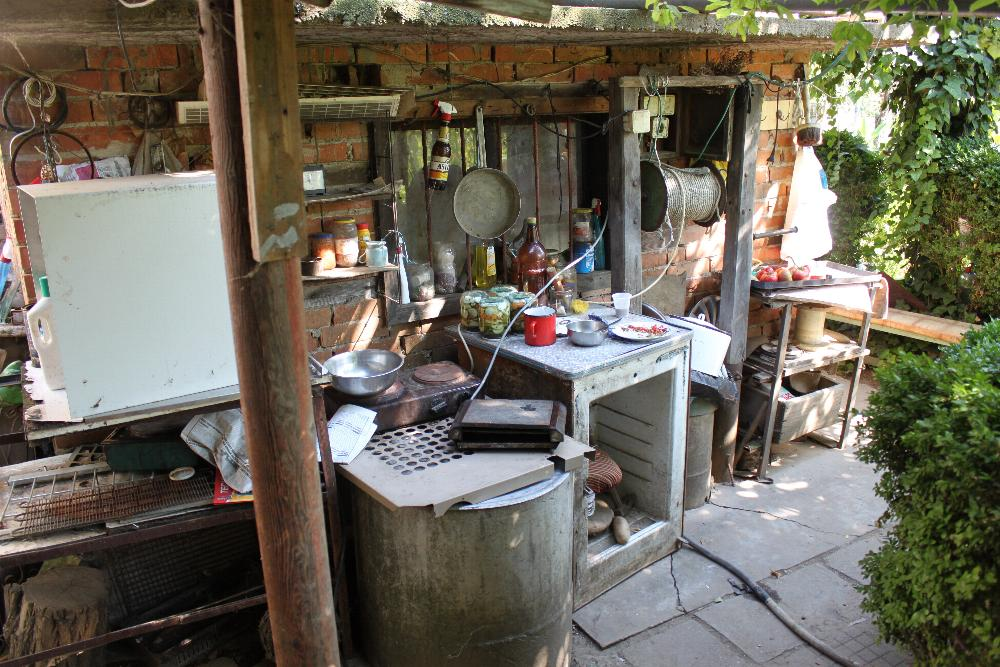
Летняя кухня в болгарской деревне

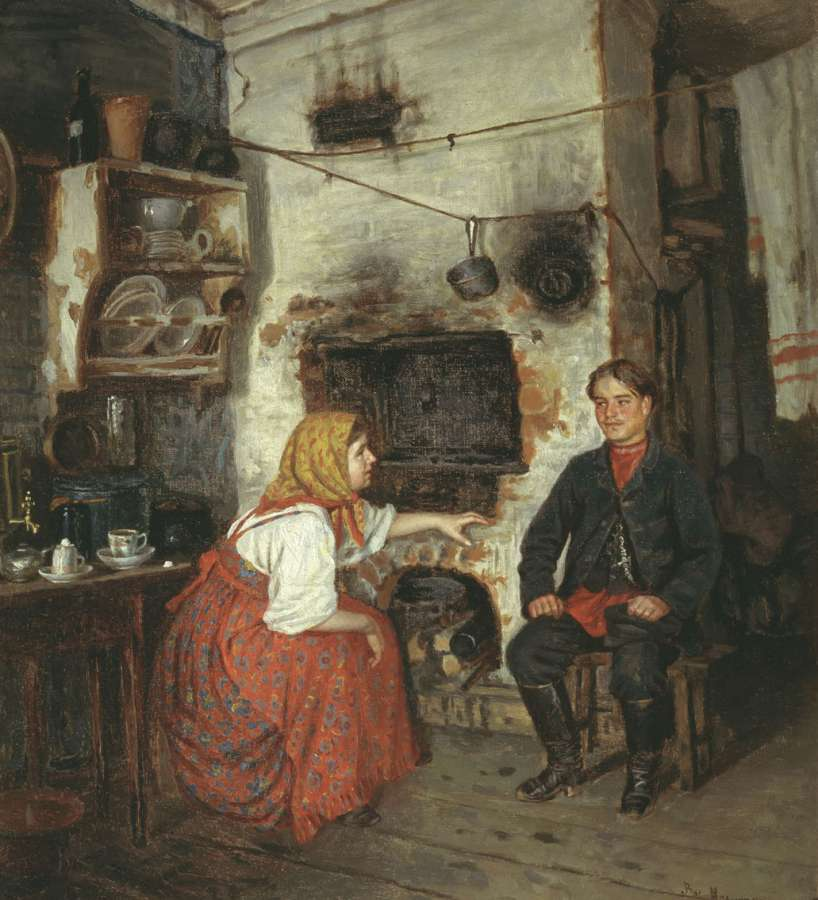
В. Г. Малышев — Кухня. XIX век

Основой планировки кухни принято считать рабочий треугольник. Рабочий треугольник — это схематическое изображение наиболее частых перемещений между зонами: зоной плиты, мойки и холодильника. Прямые линии от плиты к мойке, от мойки к холодильнику и от холодильника к плите можно начертить на плане кухни.
В связи с правилом треугольника основными бытовыми приборами и предметами мебели в современной городской кухне являются холодильник, кухонный стол, раковина, сушильный шкаф над ней и плита. Их располагают максимально удобно по отношению друг к другу — так, чтобы к ним был доступ со стороны прохода.
Согласно правилу треугольника, его периметр должен составлять в среднем 6,7—8 метров, а каждая сторона — по 1,5—3 метра. В том случае, если длина одной из сторон треугольника будет намного отличаться от остальных, это может создавать неудобства при перемещении между рабочими зонами, затрачивать лишнее время и силы на приготовление пищи.
Дизайнеры и проектировщики вывели несколько базовых правил размещения бытовой техники и кухонной мебельной гарнитуры:
- приборы и мебель не должны мешать друг другу и людям, загромождать проход и создавать опасное соседство со шторами и т. д.,
- кухонная плита должна стоять на расстоянии как минимум в 16 см от окна, 10-20 см от стены и 45 см от холодильника,
- для поглощения пара и запахов над плитой следует установить вытяжку.

## Зонирование помещения кухни
Рабочие зоны — это части кухни, имеющие определённые функции. Рабочий стол, как правило, ставят в таком месте, с которого будет свободный доступ к плите, мойке и морозильной камере. Столешница, плита и раковина должны составлять одну сплошную линию, если они располагаются вместе. Таким образом обеспечивается удобство процесса очищения-разделывания-приготовления еды. Оптимальное расстояние от пола до рабочей поверхности составляет от 800 до 850 мм.
Зона хранения продуктов — туда входит холодильник, а также ящики и шкафы. При подборе холодильника необходимо учитывать размеры помещения и общий дизайн.
Санитарная зона — это рабочая зона, включающая мойку, посудомоечную машину и ёмкость для пищевых отходов. Мойку следует располагать ближе к холодильнику или в центральной части кухни для удобного подхода, так как посуду и продукты постоянно моют и споласкивают. Во многих кухнях раковина находится в углу в кухонном шкафчике с дверцами.

## Программные средства для создания плана кухни
Кроме классического подхода — создание чертежей, для разработки плана любого помещения также используют специальное программное обеспечение. Это программы для дизайна и профессионального проектирования интерьеров. Основными из них являются Autocad, ArchiCAD, FloorPlan 3D, 3D Studio MAX, Google SketchUp, ArCon Home. Их основная задача — трехмерная визуализация комнаты: стен, потолка, пола, а также окон, дверей, мебели и дополнительных аксессуаров. Их преимущество это высокая точность виртуального образа будущего интерьера. Элементы интерьера, текстуры отделочных и иных материалов подбираются с помощью специальных библиотек 3D объектов.
С развитием компьютерных технологий и проектирования был создан новый способ моделирования, который позволяет создавать трехмерные модели помещений онлайн, непосредственно в среде Интернет. Эти программы относятся к классу Rich Internet Applications. Известными являются 3D Сomplete Room Planner (mydeco), Roomplanner 3D, Dragonfly (Autodesk), floorplanner, Planner 5D и др. Данные средства трехмерного моделирования доступны практически каждому человеку, они позволяют с точностью до сантиметра спроектировать кухню непосредственно в Интернете. Компания IKEA предлагает услуги онлайн-планирования помещений.

## Особенности планирования
Сфера строительства, ремонта, перепланировки и эксплуатации жилья, в том числе, и кухни, регламентируется не только Гражданским кодексом РФ (ст. 673), но и Жилищным кодексом РФ (ст.16), а также многочисленными санитарными, градостроительными и архитектурными сводами правил, положений и нормативов. Помещение кухни относится к разряду нежилых помещений в квартире или доме (наряду с коридором, кладовкой и т. п.), поэтому следует учесть все нюансы обустройства кухни, особенно на стадии перепланировки, так как своевольное изменение (даже в частном доме), а также несоблюдение строительных норм и правил может повлечь за собой долгие согласования, штрафы, судебные разбирательства и, как следствие, невозможность продажи недвижимости. Прежде, чем проектировать кухню с помощью Интернета, следует прибегнуть к его услугам в части знакомства с нормами, правилами и законами.